# Nagrada za igrača godine u obrani NFL-a
Nagrada za igrača godine u obrani NFL-a je nagrada koju svake godine dodjeljuje američka novinska agencija Associated Press igraču u obrani NFL lige kojeg se smatra najistaknutijim u regularnom dijelu sezone. Associated Press nagradu za najboljeg igrača dodjeljuje od 1971. godine. Pravo glasa ima 50 sportskih novinara koji prate NFL ligu. 
Najviše osvojenih nagrada imaju linebacker Lawrence Taylor i defensive end J. J. Watt, svaki s po tri nagrade. Trenutni osvajač nagrade, za sezonu 2019., je cornerback New England Patriotsa Stephon Gilmore.

### Osvajači nagrade od 2010. godine
| Sezona | Igrač           | Momčad               | Pozicija         |
| ------ | --------------- | -------------------- | ---------------- |
| 2010.  | Charles Woodson | Green Bay Packers    | cornerback       |
| 2011.  | Troy Polamalu   | Pittsburgh Steelers  | safety           |
| 2012.  | J. J. Watt      | Houston Texans       | defensive end    |
| 2013.  | Luke Kuechly    | Carolina Panthers    | linebacker       |
| 2014.  | J. J. Watt      | Houston Texans       | defensive end    |
| 2015.  | J. J. Watt      | Houston Texans       | defensive end    |
| 2016.  | Khalil Mack     | Oakland Raiders      | defensive end    |
| 2017.  | Aaron Donald    | Los Angeles Rams     | defensive tackle |
| 2018.  | Aaron Donald    | Los Angeles Rams     | defensive tackle |
| 2019.  | Stephon Gilmore | New England Patriots | cornerback       |